# Jakob Abrahamson
Jakob Abrahamson är en svensk poesiförfattare. Hans tre diktsamlingar är utgivna på förlaget Ristaros i Täby, som bara har utgett två andra titlar. Möjligen är Jakob Abrahamson en pseudonym för Svante Erhardson (född 1933).